# Доминиканская Республика на летних Олимпийских играх 1984
Доминиканская Республика принимала участие в Летних Олимпийских играх 1984 года в Лос-Анджелесе (США) в шестой раз за свою историю, и завоевала одну бронзовую медаль. Сборную страны представляли 19 участников, из которых 4 женщины.

## Бронза
- Бокс, мужчины — Педро Ноласко.